# Гернсбек, Хьюго
Хьюго Ге́рнсбек (англ. Hugo Gernsback, 16 августа 1884[…], Люксембург — 19 августа 1967[…], Нью-Йорк, Нью-Йорк) — американский изобретатель, бизнесмен, писатель, редактор и издатель, основатель первого в мире массового журнала научной фантастики «Amazing Stories».

## Биография
Родился в Люксембурге 16 августа 1884 года, настоящее имя — Хуго Гернсбахер (люкс. Hugo Gernsbacher) (фамилия была изменена на Гернсбек после переезда в Америку). Учился на инженера-электрика в Люксембургском промышленном училище и Техникуме в Бингене, Германия.
Эмигрировал в США в 1904 году. Обосновавшись в Нью-Йорке, открыл компанию по импорту электродеталей Electro Importing Company of New York City, которая в 1905 году впервые в истории начала производить и продавать общедоступные приёмо-передающие беспроводные радиокомплекты Telimco Wireless Telegraph Outfits. В 1908 году для информационной поддержки своей компании и распространения технических знаний Гернсбек начал выпускать свой первый журнал «Modern Electrics», за которым последовали в 1913 году «Electrical Experimenter», в 1919 году «Radio Amateur News», а в 1920 году «Science and Invention». С той же целью Гернсбек также основывал общественные организации — например, Американскую ассоциацию беспроводной связи в 1909 году.
Почти с самого начала в этих журналах стали публиковаться фантастико-технические рассказы, которые, по мысли Гернсбека, должны были в доступной для читателей форме излагать новые научные идеи и прививать публике интерес к технике. В 1911 году в «Modern Electrics» началась публикация написанного Гернсбеком футуристического романа «Ральф 124C 41+» («Ralph 124C 41+») — по замыслу автора «124С 41+» должно было читаться как «one-to-foresee-for-one-another» — «тот, кто предвидит для всех». Роман представлял собой что-то вроде компендиума изобретений будущего. В 1915 году Гернсбек впервые употребил в журнале в значении «научная фантастика» термин «scientifiction», соединив воедино слова «scientific» и «fiction» — этот термин впоследствии закрепился в английском языке в виде «science fiction».
В 1925 году Гернсбек основал собственную радиостанцию WRNY и всерьёз занимался опытами по передаче телевизионного изображения (кстати, термин «television» также был предложен именно им ещё в 1909 году). Эти опыты требовали много средств, которые ему удавалось зарабатывать изданием научно-популярных журналов под эгидой основанной им Experimenter Publishing Company. Для увеличения доходов Гернсбек в 1926 году начал издавать журнал «Amazing Stories», который считается первым в мире массовым журналом научной фантастики. Журнал оказался чрезвычайно прибыльным проектом, что привело в 1929 году к успешной финансовой атаке конкурентов на Experimenter Publishing Company. Гернсбек потерял контроль над компанией и журналами, однако быстро реанимировал бизнес, основав «Stellar Publishing Corporation и начав выпускать под её эгидой несколько новых изданий, в том числе журналы фантастики Air Wonder Stories» и «Science Wonder Stories», которые через год были объединены в журнал «Wonder Stories».
Пытаясь организовать поддержку журнала со стороны лояльных читателей, Гернсбек в 1934 году инициировал создание Лиги научной фантастики, которая стала основой так называемого Первого Фэндома и постепенно преобразовалась в глобальное сообщество любителей фантастики.
Несмотря на растущую конкуренцию со стороны других издательских компаний, Гернсбек продолжал издавать «Wonder Stories» до 1936 года, когда обстоятельства вынудили его продать бизнес.
В 1953 году Гернсбек предпринял последнюю попытку создать собственный журнал фантастики «Science Fiction Plus», но ему удалось выпустить всего несколько номеров. Он до конца жизни продолжал заниматься изобретательством, на его имя зарегистрированы около 80 патентов.
В честь Гернсбека названа премия «Хьюго», ежегодно вручаемая с 1953 года за достижения в области фантастики и лучшие фантастические произведения предшествующего года. Сам Гернсбек в 1960 году стал лауреатом специальной премии «Хьюго» как «Отец научно-фантастических журналов».
Хьюго Гернсбек скончался в Нью-Йорке 19 августа 1967 года.

## Произведения Хьюго Гернсбека
- «Ральф 124C 41+» («Ralph 124C 41+»), роман, опубликован в «Modern Electrics» в 1911—1912 годах
- «Научные приключения барона Мюнхгаузена» («Baron Munchhausen’s Scientific Adventures»), цикл рассказов, опубликован в «Electrical Experimenter» нерегулярными выпусками в 1915—1917 годах
- «Магнитный шторм» («The Magnetic Storm»), рассказ, опубликован в «Electrical Experimenter» в августе 1918 года
- «Электрическая дуэль» («The Electric Duel»), рассказ, опубликован в «Science and Invention» в августе 1923 года

## Журналы, издававшиеся Хьюго Гернсбеком
- «Modern Electrics» (1908—1913)
- «Electrical Experimenter» (1913—1920, переименован в «Science and Invention»)
- «Radio Amateur News» (1919—1920, переименован в «Radio News»)
- «Radio News» (1920—1948)
- «Science and Invention» (1920—1931)
- «Practical Electrics» (1921—1924, переименован в «The Experimenter»)
- «The Experimenter» (1924—1926, слит с «Science and Invention»)
- «Amazing Stories» (1926—2005)
- «Amazing Stories Annual» (1927)
- «Amazing Stories Quarterly» (1928—1934)
- «French Humor» (1927—1928, переименован в «Titbits»)
- «Your Body» (1928—1929)
- «Titbits» (1928)
- «Television» (1928)
- «How to Market: Wrinkles, Kinks, Formulas» (1929, разовое приложение к «Science and Invention»)
- «Air Wonder Stories» (1929—1930)
- «Science Wonder Stories» (1929—1930, объединён с предыдущим в «Wonder Stories»)
- «Radio-Craft» (1929—1948, переименован в «Radio-Electronics»)
- «Radio-Electronics» (1948-?)
- «Scientific Detective Monthly» (1929—1930, переименован в «Amazing Detective Tales»)
- «Wonder Stories» (1930—1936, продан и переименован в «Thrilling Wonder Stories»)
- «Amazing Detective Tales» (1930, продан и переименован в «Amazing Detective Stories»)
- «Short Wave Craft» (1930—1936, слит с «Radio-Craft»)
- «Television News» (1931)
- «Everyday Mechanics» (1931, переименован в «Everyday Science and Mechanics»)
- «Everyday Science and Mechanics» (1931—1937, переименован в «Science and Mechanics»)
- «Pirate Stories» (1934—1935)
- «High-Seas Adventures» (1934—1935, слит с «Pirate Stories»)
- «Short Wave Listener» (1935—1937)
- «Science and Mechanics» (1937—1976)
- «Sexology» (1937]]-?)
- «Short Wave and Television» (1937—1938)
- «Radio and Television» (1939—1940)
- «Superworld Comics» (1939)
- «Science Fiction Plus» (1953)

## Критика
Критик Евгений Харитонов, не отрицая заслуг Гернсбека перед фантастикой, отмечал и его негативную роль: будучи инженером по образованию, Гернсбек полагал, что цели НФ должны сводиться к предвосхищению будущих чудес прогресса и что НФ должна быть обособлена от остальной литературы, и в результате его усилий фантастика (любая, а не только ее научно-прогностическая ветвь) на длительное время оказалась загнана в «литературное гетто», оказавшись на полках низкопробной литературы.

## Память
- В 1970 году Международный астрономический союз присвоил имя Гернсбека кратеру на обратной стороне Луны.
- Один из рассказов культового писателя в жанре киберпанк Уильяма Гибсона называется «Континуум Гернсбека» (1981)[5].
- Его именем назван космический корабль, разбившийся на одной из планет в компьютерной игре «Mass Effect 2».

## См.также
- Континуум Гернсбека